# Barak Lufan
Barak Lufan (en hebreo: ברק לופן‎; 2 de enero de 1987-Tel Aviv, 8 de abril de 2022) fue un deportista israelí que compitió en piragüismo en la modalidad de aguas tranquilas.
Ganó una medalla de bronce en el Campeonato Europeo de Piragüismo de 2006, en la prueba de K2 200 m. Después de retirarse de la competición, ejerció de entrenador del equipo olímpico israelí de kayak.
Falleció a los 35 años, víctima del atentado terrorista sucedido en Tel Aviv en 2022.

## Palmarés internacional
| Campeonato Europeo | Campeonato Europeo       | Campeonato Europeo | Campeonato Europeo |
| Año                | Lugar                    | Medalla            | Competición        |
| ------------------ | ------------------------ | ------------------ | ------------------ |
| 2006               | Račice (República Checa) | Medalla de bronce  | K2 200 m           |